# Cải cách ruộng đất
Cải cách ruộng đất là một hình thức cải cách nông nghiệp liên quan đến việc thay đổi luật pháp, quy định hoặc phong tục liên quan đến quyền sở hữu đất đai. Cải cách ruộng đất có thể bao gồm việc phân phối lại tài sản do chính phủ khởi xướng hoặc được chính phủ hỗ trợ, thường là đất nông nghiệp. Do đó, cải cách ruộng đất có thể đề cập đến việc chuyển quyền sở hữu từ bên có quyền lực hơn sang bên có quyền lực thấp hơn, chẳng hạn như từ một số tương đối nhỏ chủ sở hữu giàu có hoặc quý tộc có nhiều đất đai (ví dụ: đồn điền, trang trại lớn hoặc mảnh đất kinh doanh nông nghiệp) sang cá nhân. quyền sở hữu của những người làm việc trên đất. Việc chuyển giao quyền sở hữu như vậy có thể có hoặc không có bồi thường; bồi thường có thể thay đổi từ số lượng mã thông báo đến toàn bộ giá trị của đất.
Cải cách ruộng đất cũng có thể kéo theo việc chuyển giao đất đai từ sở hữu cá nhân—thậm chí sở hữu của nông dân trong các hộ nông—sang các trang trại tập thể thuộc sở hữu của chính phủ; ở những thời điểm và địa điểm khác, nó cũng đề cập đến điều hoàn toàn ngược lại: phân chia các trang trại tập thể thuộc sở hữu của chính phủ thành các trang trại nhỏ. Tuy nhiên, đặc điểm chung của tất cả các cải cách ruộng đất là sửa đổi hoặc thay thế các sắp xếp thể chế hiện có quản lý việc sở hữu và sử dụng đất đai. Vì vậy, trong khi cải cách ruộng đất có thể mang bản chất triệt để, chẳng hạn như thông qua chuyển nhượng đất đai quy mô lớn từ nhóm này sang nhóm khác, thì nó cũng có thể ít kịch tính hơn, chẳng hạn như cải cách quy định nhằm cải thiện quản lý đất đai.
Tuy nhiên, bất kỳ sửa đổi hoặc cải cách luật đất đai của một quốc gia vẫn có thể là một quá trình chính trị mạnh mẽ, vì cải cách chính sách đất đai nhằm thay đổi mối quan hệ bên trong và giữa các cộng đồng, cũng như giữa các cộng đồng và nhà nước. Vì vậy, ngay cả những cải cách ruộng đất quy mô nhỏ và sửa đổi luật pháp cũng có thể là chủ đề của những cuộc tranh luận hoặc xung đột gay gắt.

## Tại Việt Nam
Do hoàn cảnh chia cắt của đất nước, tại Việt nam đã có hai cuộc cải cách ruộng đất tiến hành song song và riêng biệt là 
- Cải cách ruộng đất (Việt Nam Dân chủ Cộng hòa)
- Cải cách điền địa (Việt Nam Cộng hòa)

### Cải cách ruộng đất (sau năm 1976)
Trong thời đổi mới, một số ruộng đất của các hợp tác xã đã được chia thành ruộng tư canh. Sau 1975, chính sách di dân có kế hoạch của nhà nước đã đưa nhiều dân cư miền Bắc vào Nam. Riêng vùng Tây Nguyên, đã có gần 1,8 triệu người di cư theo kế hoạch và hàng chục vạn dân di cư tự do. Chính phủ cũng thành lập những vùng kinh tế mới tại miền Trung để di dân lên lập nghiệp.
Từ thập niên 90, Đảng và Nhà nước Việt Nam có chủ trương lớn là thực hiện đồn điển đổi thửa, dưới tên gọi "dồn ô thửa nhỏ thành ô thửa lớn" với mục đích là cho xuất hiện những vùng chuyên canh lớn, đầu tiên là tại Hà Tây, tuy nhiên cuộc tiến hành còn nhiều chậm chạp và không đạt được tác dụng lớn, vì những vướng mắc từ cơ chế. Từ năm 1998, với Nghị quyết 6 của Bộ Chính trị, kinh tế trang trại chính thức được công nhận như một loại hình sản xuất của thời kỳ "hậu khoán 10". Đến nay, cả nước có gần 100.000 trang trại, với tổng diện tích hơn nửa triệu hécta, thu hút trên 400.000 lao động nông thôn, trong đó gần 70% là lao động thuê.
Hiện nay, cả nước đang có tới 70 triệu thửa ruộng manh mún, bình quân mỗi hộ nông dân chỉ có 0,7 ha đất canh tác. Do thiếu kỹ thuật canh tác, thiếu vốn nên nhiều nông dân không đất sản xuất vì sang nhượng cho người khác, rồi sau đó lại làm thuê trên đất của mình.